# Vittorio Bestoso
Vittorio Bestoso (Torino, 4 settembre 1953 – Ivrea, 21 febbraio 2023) è stato un doppiatore e direttore del doppiaggio italiano.

## Biografia
Era attivo negli studi di Milano, soprattutto nel doppiaggio di cartoni animati. I personaggi più celebri a cui prestò la voce sono il Pinguino nei prodotti d'animazione legati a Batman degli anni novanta e duemila, Falcon in City Hunter e Re Yammer in Dragon Ball Z. Doppiò inoltre Satam in Aida degli alberi e fece da voce narrante nel docufilm di Rai Storia su Re Arduino d'Ivrea.
Era noto anche per aver interpretato come attore, negli anni ottanta, il personaggio del fonico Jack nelle serie Licia dolce Licia, Teneramente Licia e Balliamo e cantiamo con Licia. Ha lavorato anche nel campo teatrale con l'associazione Assemblea Teatro di Torino e in quello radiofonico per tre edizioni di Radio Due. È stato presidente dell'ADAP (Associazione Doppiatori e Attori Pubblicitari) fino al 2008.
È morto il 21 febbraio 2023 all'età di 69 anni.

## Doppiaggio

### Cinema
- Scott Glenn in Homeland Security
- Scott Sunderland in Pigmalione
- Larry Dirk in Birth Rite
- Masato Ibu in Space Battleship Yamato

### Film d'animazione
- Umibozu/Falcon in City Hunter Special: Amore, destino e una 357 Magnum, City Hunter Special: Guerra al Bay City Hotel, City Hunter Special: Un complotto da un milione di dollari, City Hunter Special: Servizi segreti, City Hunter Special: La rosa nera, City Hunter Special: Arrestate Ryo Saeba!, City Hunter: Private Eyes
- Pinguino in Batman - Il mistero di Batwoman e Batman contro Dracula
- Majaho ne Le ali di Honneamise
- Lugia in Pokémon 2 - La forza di uno
- Satam in Aida degli alberi
- Padre di Panjee in Dragon Ball - La leggenda delle sette sfere (2° doppiaggio)
- Gustle in Dragon Ball - La bella addormentata a Castel Demonio (2° doppiaggio)
- Amondo in Dragon Ball Z - La grande battaglia per il destino del mondo (2° doppiaggio)
- Androide nº 14 in Dragon Ball Z - I tre Super Saiyan (2° doppiaggio)
- Paragas in Dragon Ball Z - Il Super Saiyan della leggenda (2° doppiaggio)
- Re Yammer in Dragon Ball Z - Il diabolico guerriero degli inferi (2° doppiaggio)
- Hildegarn in Dragon Ball Z - L'eroe del pianeta Conuts (2° doppiaggio)
- Grande Sacerdote in I Cavalieri dello zodiaco - La leggenda del Grande Tempio
- Gol D. Roger in One Piece Stampede - Il film
- Monsieur in Doraemon - Il film: Nobita e l'isola del tesoro

### Serie televisive
- Glenn Morshower in Scandal
- Patrick Thompson ne Le sorelle McLeod
- Albert Hall in Thief - Il professionista
- Lou Ferrigno in Trauma Center
- Robert Lansing in Automan
- Fernando Sarfatti in Pasión Morena
- Diarmaid Murtagh e Richard Ashton in Vikings

### Serie animate
- Pinguino in Batman, Batman - Cavaliere della notte e The Batman
- Re Yammer in Dragon Ball Z, Dragon Ball GT, What a mess Slump & Arale e Dragon Ball Super
- Geen, Kunshi e Chappil in Dragon Ball Super
- Creek e Gol D. Roger in One Piece
- Umibozu/Falcon in City Hunter (stagioni 1-2)
- Sanson e voce narrante in Una giungla di avventure per Kimba
- Ispettore Goro Otaki (ep. 125) in Detective Conan
- Oyasan in Dream Team
- Uomo Talpa ne I Fantastici Quattro
- Ti-Yet in Roswell Conspiracies
- Valanga in Il pericolo è il mio mestiere
- Voce narrante in Blake e Mortimer, Berserk, One Piece (prima voce)
- Bartolomeo in Magica magica Emi
- Nonno di Sandy in Sandy dai mille colori
- Carl da adulto in Cortili del cuore
- Saggio del regno dei draghi in Un incantesimo dischiuso tra i petali del tempo per Rina
- Capo Inka Dinka in Flint a spasso nel tempo
- Zacecizozu in Hanamaru
- Gozaburo Kaiba in Yu-Gi-Oh!
- Tyson del Team Rocket in Pokémon: Master Quest
- Oliva Biscuit in Baki, Baki Hanma (stagione 1)
- Personaggi vari ne Le fiabe di Andersen

### Videogiochi
- Dio Anziano in Legacy of Kain: Soul Reaver (1999), Legacy of Kain: Soul Reaver 2 (2001)
- Morlock in Legacy of Kain: Soul Reaver (1999)
- Panda King e Clockwerk in Sly Raccoon (2002)[7]
- Barone Praxis in Jak II: Renegade (2003),[8] PlayStation All-Stars Battle Royale (2012)
- Malefor in The Legend of Spyro: L'alba del drago (2008)
- Kirigi in Batman: Arkham Origins (2013)[9]
- Diacono Blackfire e personaggi vari in Batman: Arkham Knight (2015)[10]
- Xur in Destiny 2 (2017)[11]
- Padre Theodore Wallace in The Evil Within 2 (2017)[12]
- Rudjek in Assassin's Creed: Origins (2017)[13]
- Tokarev in Metro Exodus (2019)
- Mercante esiliato in Sekiro: Shadows Die Twice (2019)[14]
- Spawn in Mortal Kombat 11 (2019)[15]
- Caleb Ward in Spider-Man: Miles Morales (2020)[16]
- Re Styrbjorn, Gifle e Faravid in Assassin's Creed: Valhalla (2020)[17]
- Zeus in Immortals Fenyx Rising (2020),[18] Immortals Fenyx Rising: Una nuova divinità (2021)[18]
- Qual Heck e Tal Rasha in Diablo II: Resurrected (2021)[19]
- Little Cassius in Wavetale (2021)[20]
- Balderich in Overwatch 2 (2022)[21]

## Dialoghista

### Cinema
- 24 Hour Party People (2002)

### Televisione
- Le sorelle McLeod, I commedianti, Becker, Romeo!, True Jackson, Super Ninja, Vikings, Candice Renoir, Notorious, Lex & Presley, Almost Never

### Serie animate
- Code Monkeys, Le principesse del mare, Gerald McBoing Boing, Rocket Monkeys

## Filmografia
- Licia dolce Licia – serie TV, 33 episodi (1987)
- Teneramente Licia – serie TV, 38 episodi (1987)
- Balliamo e cantiamo con Licia – serie TV, 36 episodi (1988)